# 阿拉伯之冬
阿拉伯之冬（阿拉伯語：الشتاء العربي，羅馬化：ash-shitāʼ al-ʻarabī）是專制主義和伊斯蘭極端主義在阿拉伯世界的阿拉伯之春抗議活動之後東山再起的術語，他是指在中東和北非的阿拉伯國家爆發的數起事件，包括叙利亚内战、伊拉克內戰及之後的第二次內戰、埃及危機、第一次與第二次利比亞內戰，以及葉門內戰。其中，在埃及爆發的「阿拉伯之冬」事件包括導致埃及總統穆罕默德·穆尔西下台與阿卜杜勒-法塔赫·塞西奪得政權的一系列事件。
該術語首次由复旦大学中国研究院院长张维为提出，他在2011年6月27日与弗朗西斯·福山（他相信，阿拉伯之春可能蔓延到中国）的辩论中，提到了“阿拉伯之冬”。
據華沙大學的學者稱，阿拉伯之春在其開始四年，即2014年後就全面演變為阿拉伯之冬。阿拉伯之冬的特點是發生多起區域戰爭、地區不穩定因素加劇、阿拉伯世界的經濟、人口下降以及民族宗教的宗派衝突。根據貝魯特美國大學的一項研究指出，到2014年夏天之時，阿拉伯之冬已導致百萬人口的近25%人口死亡以及數百萬難民。其中，阿拉伯之冬最重要的事件莫過於伊拉克和沙姆伊斯蘭國的崛起：該組織在2014至2019年間控制了大片土地。
直到2024年，多場武裝衝突仍然繼續，他可能被視為是阿拉伯之春的最終結果。敘利亞內戰造成了巨大的政治動盪與經濟災難，他使得敘利亞鎊幣值暴跌至新低；至於葉門，則持續受到內戰與沙烏地阿拉伯的干預，持續地受到影響；而在黎巴嫩，一場重大的銀行危機正在威脅鄰國敘利亞的經濟；對阿拉伯世界以外的影響包括恐怖組織伊斯兰国在歐美等地策動或煽動恐怖襲擊，與歐洲移民危機等。

## 定義

### 地理
「阿拉伯之冬」是指中東和北非之阿拉伯國家聯盟國家所發生的事件，包括敘利亞內戰、伊拉克內戰以及隨後的第二次伊拉克內戰、埃及危機、第一次與第二次利比亞內戰與葉門內戰；他也包括埃及總統穆罕默德·穆尔西下台與阿卜杜勒-法塔赫·塞西奪得政權的一系列事件。
至於政治發展，特別是自2013年7月3日以來，埃及逐漸地恢復威權主義，並壓制公民自由──他被描述為與阿拉伯之春的目標背道而馳的「軍事之冬」。而在利比亞，隨著談判的破裂，各種民兵和部落開始在該國境內交戰。黎巴嫩與巴林的種種不安定也使他們成為「阿拉伯之冬」的受災戶。
利比亞與敘利亞都被肖恩·尤姆教授認定為阿拉伯之冬的主場。此外，馬里北部衝突經常被認為是「伊斯蘭之冬」的一部分。有一部分人甚至認為突尼西亞發生的政治更迭與伊斯蘭國在該國的襲擊都可能使之「逐漸走向阿拉伯之冬之路」。

### 起始日期
該事件首次發生在2011年2月5日的西奈半島動亂，後來該術語開始在2012年底流傳在媒體上並開始流行，他們指出許多「阿拉伯之春」的抗議都逐漸惡化為教派衝突和武裝暴力事件的延長和升級。《每日電訊報》後來在2012年底將2012年稱之為阿拉伯之冬。
據華沙大學的學者稱，阿拉伯之春在其發生四年後完全轉變為阿拉伯之冬，該觀點後來得到了James Y. Simms Jr.教授在2017年《里士滿時報》之評論文章中的支持。隨後2016年初，《經濟學人》將阿拉伯世界的各國局勢標記為「比以往任何時候都更糟糕」，並將其標記為阿拉伯之冬的正在進行式。

## 各国危机

### 叙利亚
受阿拉伯之春影响，叙利亚的抗议在2011年1月26日开始，示威者要求总统巴沙尔·阿萨德下台并进行政治改革和恢复公民权利、以及结束自1963年以来实行的国家紧急状态。然而，抗议活动遭到政府暴力镇压，遂逐渐演变成多方势力参与的武装冲突并演变成叙利亚内战。参战方包括叙利亚政府及其盟友（如伊朗、俄罗斯和真主党）、由亲民主反对派组成的叙利亚临时政府、逊尼派伊斯兰主义的叙利亚救国政府、以及由库尔德人主导的罗贾瓦自治区。此外，伊斯兰极端组织如伊斯兰国及与基地组织相关的征服沙姆阵线也趁机崛起，大大加剧了叙利亚的混乱。除了各派系混战外，各国也开始介入叙利亚局势：俄罗斯自2015年起空袭和出兵支持叙政府，美国主导的联合特遣部队以打击伊斯兰国为名展开空袭并支持叙利亚民主力量（SDF）；土耳其则从2016年起出兵反对SDF、伊斯兰国及叙政府军，并支持叙利亚反对派。内战巅峰期在2012年至2017年，其后冲突有所减弱，但总体局势仍然严峻。
截至2024年12月巴沙尔.阿萨德辭職流亡俄國為止，叙利亚内战已持续十余年，对叙利亚造成了深重灾难。内战导致至少50万至61万人死亡，数百万人受伤，并摧毁了大量基础设施。叙利亚的经济几近崩溃，教育、医疗等公共服务体系陷入瘫痪，大部分地区成为废墟。联合国报告指出，冲突双方均犯下包括谋杀、酷刑在内的战争罪行。

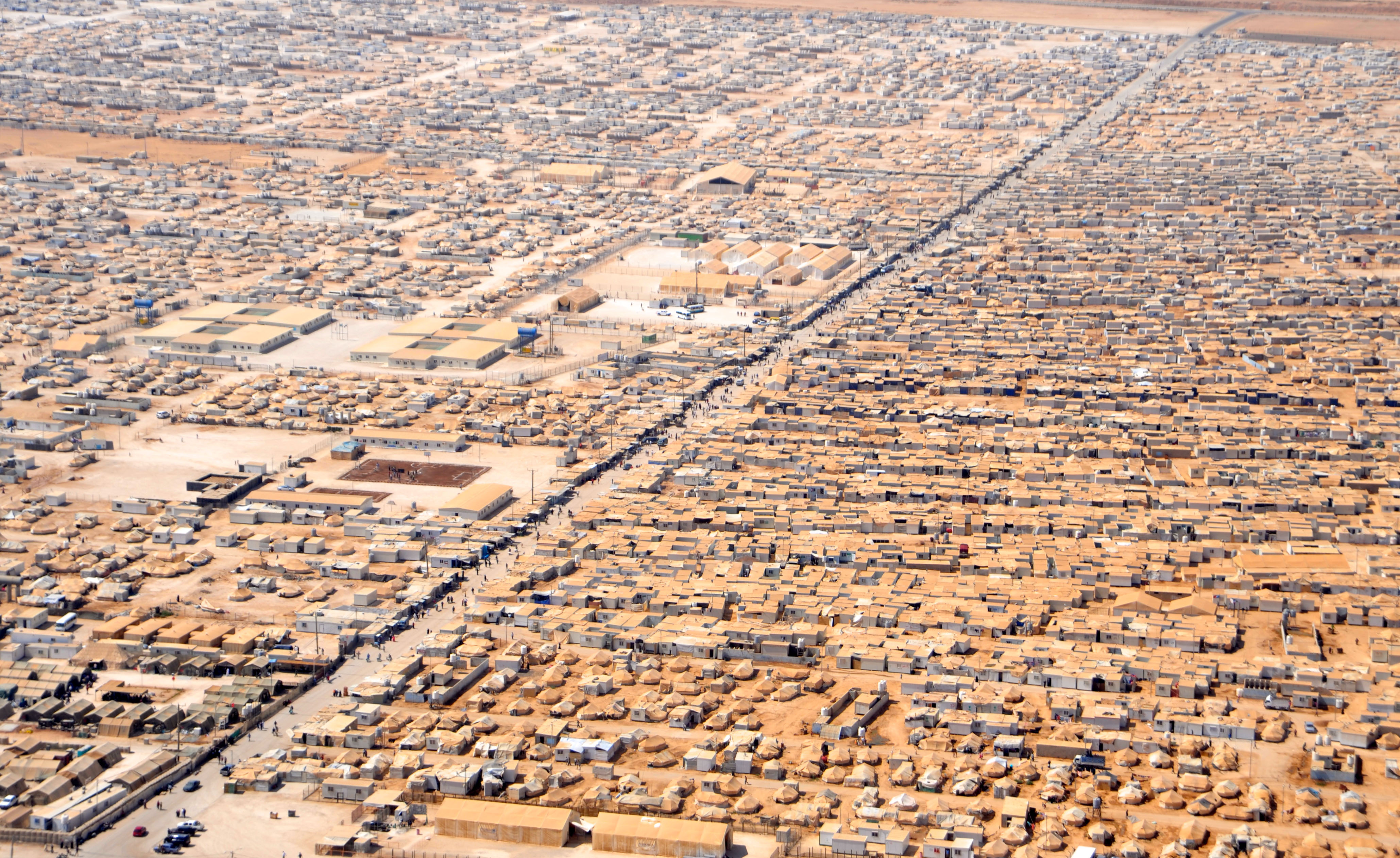
位于约旦的叙利亚难民营

叙利亚内战为极端组织提供了滋生土壤，恐怖组织伊斯兰国在叙利亚境内以极端暴力手段统治，被指控犯下战争罪和反人类罪，包括大规模屠杀、奴役平民、强迫妇女充当性奴隶，以及对非逊尼派少数民族如亚兹迪人、基督徒的种族灭绝行为。而在其伊斯兰国的控制区域内，公共服务体系彻底崩溃，经济活动被伊斯兰国掠夺性地利用，基础设施遭到严重破坏。该组织还通过破坏文物古迹、非法文物交易以及石油走私资助其活动，进一步掏空了叙利亚的文化与经济资源。伊斯兰国的暴行导致大量平民死亡和流离失所，并加剧了叙利亚的人道主义危机。其首都拉卡被SDF解放后，伊斯兰国在叙利亚的统治在2019年基本结束，但战争遗留的地雷与破坏的基础设施依然威胁着平民生活。此外，其残余分子在叙利亚部分偏远地区继续发动袭击，对当地百姓造成持久的安全挑战。
叙利亚内战还引发了全球最严重的难民危机之一。超过1300万人被迫离开家园，其中约670万人沦为国际难民，主要逃往土耳其、黎巴嫩、约旦及欧洲国家，引发欧洲难民危机。国内流离失所者则超过600万人。

## 影響

### 經濟方面
根據摩舍大研中東與非洲研究中心之數據顯示，截至2014年1月止，整個阿拉伯世界的阿拉伯之冬造成的經濟損失約8千億美元。他還預計2014年，敘利亞、埃及、伊拉克、約旦與黎巴嫩將有1,600萬人需要人道主義的救援。
據《經濟學人》報導，馬爾他已然從阿拉伯之冬「受益」，這是因為埃及或突尼亞的遊客可能已經開始會選擇相對更安全的旅遊地點。

### 傷亡
根據貝魯特美國大學的一項研究指出，到2014年夏天之時，阿拉伯之冬已導致百萬的近25%人口死亡以及數百萬難民，而政治專欄作家兼評論員喬治·威爾報導稱，截至2017年初，利比亞已有3萬多人喪生，敘利亞有22萬至32萬人喪生，單就敘利亞內戰就產生了400萬難民。
截止至2021年，阿拉伯之冬仍然如火如荼地持續發酵。包括：
- 敘利亞內戰：超過57萬人死傷且持續增加，戰爭仍在繼續。
- 伊拉克內戰、第二次伊拉克內戰與伊斯蘭國在伊拉克的襲擊（英语：Islamic State insurgency in Iraq (2017–present)）：超過22萬人死傷且持續增加，內戰於2017年結束，但叛亂仍未停止。
- 葉門內戰、葉門危機：超過10萬人死傷且持續增加，戰爭仍在繼續。
- 利比亞危機（英语：Libyan Crisis (2011–present)）：超過4萬人死傷且持續增加，戰爭仍在繼續。
- 埃及危機（英语：Egyptian Crisis (2011–2014)）與西奈半島動亂：標誌著阿拉伯之冬的開始。超過5千人死傷且持續增加，戰爭仍在繼續。

### 移民危機
由於中東與北非的種種政治動盪與衝突，導致大量移民從當地流出。是以，曾經稱指為越南船民的船民開始被頻繁使用，包括以前居住在利比亞、敘利亞、伊拉克和黎巴嫩的流離失所與尋求庇護的難民，他們隨後紛紛入境歐盟。
一些利比亞人、敘利亞人和突尼西亞人試圖穿越地中海藉以從暴力中尋求庇護，這引發了歐洲政界人士和可能「淹沒」他們海岸的人口之擔憂：這促使一系列的立法活動和水域巡邏來管理這些難民。

## 外部連結
- 中東-殖民地簡史 （页面存档备份，存于）
- 阿拉伯之冬-观察者网-中国关怀 全球视野 （页面存档备份，存于）
- VICE – Arab Winter: Syrian refugees in Lebanon Bekaa Valley （页面存档备份，存于）
- Dimitar Mihaylov – Why the Arab Spring Turned into Arab Winter: Understanding the Middle East Crises through Culture, Religion, and Literature （页面存档备份，存于）
- RT – Flames, Fury & Frustration: Arab Spring spins into Arab Winter? （页面存档备份，存于）
- RT – CrossTalk: Arab Winter? （页面存档备份，存于）
- Arirang News – Prime Talk: Are we approaching an Arab Winter? Jang Ji-hyang, Asan Institute for Policy Studies （页面存档备份，存于）
- VICE – Arab Winter: Syrian refugees in Lebanon Bekaa Valley （页面存档备份，存于）
- Dimitar Mihaylov – Why the Arab Spring Turned into Arab Winter: Understanding the Middle East Crises through Culture, Religion, and Literature （页面存档备份，存于）